# Naty Saidoff
Naty Saidoff (hebrejsky נתי סיידוף‎, Nati Sejdof; * 1954/1955 Izrael) je americký obchodník s diamanty, realitní investor a filantrop narozený v Izraeli. Narodil se v Izraeli, vyrůstal v kibucu a na vysokou školu emigroval do Spojených států. Svou kariéru zahájil jako obchodník s diamanty. Je zakladatelem společnosti Capital Foresight Investment, která investuje do nemovitostí a pronajímá nemovitosti po celých Spojených státech. Investuje do nemovitostí v Downtownu Los Angeles. Podporuje proizraelské neziskové organizace.

## Raný život
Naty Saidoff se narodil v roce 1954 nebo 1955 v Izraeli. Vyrůstal v kibucu.
Saidoff vystudoval Kalifornskou univerzitu v Los Angeles (UCLA), kde získal bakalářský titul v oboru ekonomie.

## Kariéra

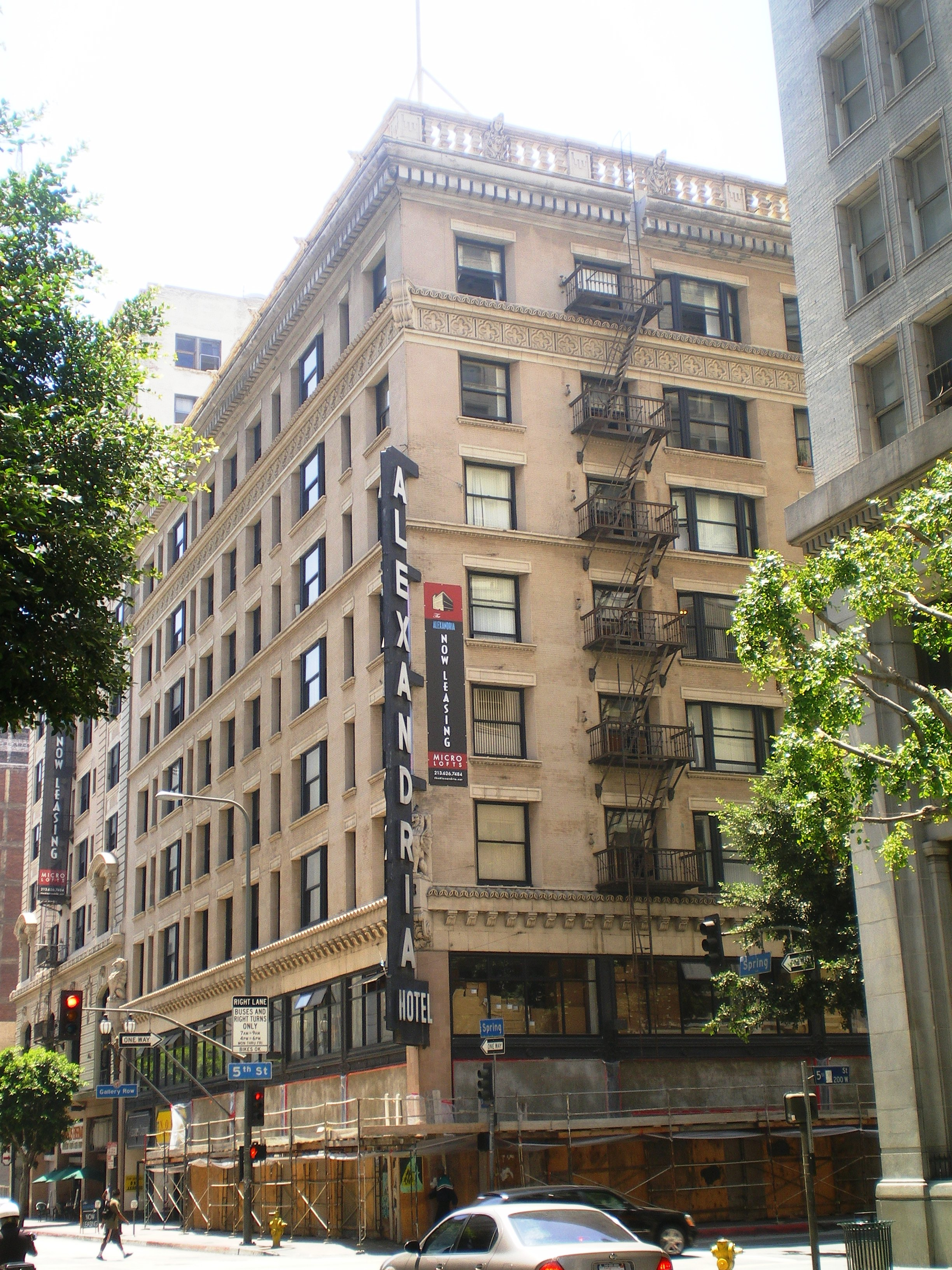
Hotel Alexandria v Downtownu Los Angeles před rekonstrukcí.

Saidoff začal svou kariéru jako obchodník s diamanty.
Saidoff je zakladatelem společnosti Capital Foresight Investment, která investuje do nemovitostí. Je vlastníkem nemovitostí v Denveru, Austinu, Orange County v Kalifornii a také v Long Beach v Kalifornii, kde v roce 1999 spolu s Billem Lindborgem koupil Walker Building a z opuštěného hotelu udělal obytný dům.
V roce 2012, v rámci spolupráce označované jako Bristol 423, získal Saidoff spolu s Izekem Shomofem a jeho synem Ericem Shomofem Leland Hotel, King Edward Hotel, Hotel Alexandria a Baltimore Hotel. Kromě toho získali Santa Fe Lofts na Sixth Street a Main Street, Binford Lofts na 837 Traction Avenue, Title Insurance Building na 433 South Spring Street a její přilehlou budovu na 419 South Spring Street, Maxfield Building na 819 South Santee Street a Capitol Garment Building na 217 East Eighth Street.

## Filantropie
Saidoff podporuje proizraelské neziskové organizace. V roce 2015 prohlásil: „Myslím, že nejlepší způsob, jak být sionistou, je žít v Izraeli, a protože tam nežiji, druhý nejlepší způsob je být aktivistou, darovat peníze a dělat to, co dělám teď“.
Saidoff působí jako viceprezident organizace StandWithUs a jeho manželka je členkou jejího představenstva. Manželé Saidoffovi obdrželi v roce 2003 čestnou cenu StandWithUs. Kromě toho Saidoff působí v představenstvu Izraelsko-americké rady a také v národní radě guvernérů Amerického židovského výboru (AJC). V roce 2006 obdrželi Saidoffovi cenu AJC Community Service Award. V roce 2014 byli Saidoff a jeho manželka pozváni v rámci delegace AJC na setkání s papežem Františkem ve Vatikánu.
Společně se svou ženou založil Debbie & Naty Saidoff Center, program pro dospělé v San Antoniu v Texasu.

## Osobní život
Saidoff a jeho žena Debra mají syna Joshuu. Bydlí v Bel Air.